# The Golden Turkey Awards
The Golden Turkey Awards (Los premios pavo dorado, en español) es un libro de 1980 escrito por el crítico de cine Michael Medved junto a su hermano Harry Medved.

## Contenido y antecedentes
El libro otorga los premios Golden Turkey a películas que según el juicio de los autores son pobres en calidad, y a directores y actores que, en su opinión, tuvieron el peor desempeño. El libro presenta muchos filmes obscuros de bajo presupuesto y películas de explotación como Rat Pfink a Boo Boo, El ataque de la mujer de 50 pies, y la aparentemente perdida Him. Otras categorías incluyen costosos fracasos de grandes estudios como El Enjambre y películas populares como Jesucristo Superstar.
En la introducción los autores admiten que "sabemos que nuestras elecciones no complacerán a todo el mundo; y menos que a nadie a todos los actores, productores, escritores y directores quienes son honrados en las páginas que siguen.  Más aún, reconocemos que el número de películas malas es tan enorme y la competencia para la peor de todas es tan intensa, que todas las decisiones a las que hemos llegado aquí están sujetas a grandes reconsideraciones.  No obstante, hemos investigado el tema exhaustivamente (sentándonos a ver completas más de 2000 miserables películas en los últimos pocos años) y creemos que nuestros candidatos y ganadores pueden pasar la prueba del tiempo".
Los Medved anteriormente habían celebrado el mal cine en Las Cincuenta Peores Películas de todos los tiempos, muchas de las cuales fueron presentadas también en las diversas categorías de los premios Golden Turkey. Posteriormente, viraron su atención a los fiascos de taquilla en El Salón de la Vergüenza de Hollywood. También publicaron una secuela a The Golden Turkey Awards, Son of Golden Turkey Awards (Hijo de los premios pavo dorado, en español), en 1986. Declararon que Son of Golden Turkey Awards "es nuestra última palabra... de ahora en adelante solemnemente prometemos que en años venideros no se producirá ninguna publicación de los premios Golden Turkey por parte los hermanos Medved... ahora pasamos la antorcha a cualesquiera almas valientes que se sienten listas para asumir el reto". En Son of Golden Turkey Awards también se elaboró una lista titulada "Quién es quién en el mundo de las películas malas" al final de la presentación de premios.
Los premios Golden Turkey conformaron la base de una serie televisiva inglesa de 1983, The Worst of Hollywood, presentada por el mismo Michael Medved y transmitida por Channel 4.

## Premios otorgados
En el libro Las Cincuenta Peores Películas de todos los tiempos los autores invitaron a los lectores a escribir nominando sus "peores películas" favoritas. Más de 3.000 papeletas fueron recibidas. Basándose en estos votos, el premio a la Peor Película de Todos los Tiempos fue concedido a Plan 9 del espacio exterior de Ed Wood.
A Wood también se le otorgó el título de Peor Director de Todos los Tiempos, según el juicio de los autores. Raquel Welch fue considerada la Peor Actriz de Todos los Tiempos sobre candidatas que incluyeron a Candice Bergen y Mamie Van Doren.
Richard Burton es elegido como el Peor Actor de Todos los Tiempos sobre los candidatos John Agar, Tony Curtis y Victor Mature. Si bien aceptan que es a veces brillante, los autores aseguran que en Burton "los triunfos ocasionales sólo sirven para destacar la basura patética en la mayoría de sus películas; para cada Equus en el cual aparece hay al menos una media docena de Cleopatras o La mujer maldita". Los autores declaran que "cuándo es malo... bueno, es un asco" y listan varias "películas malas"  en las que ha aparecido: Almas en conflicto, Pacto con el diablo, El viaje, Alarma: catástrofe y El asesinato de Trotsky. Otra película de Burton, Exorcista II: el hereje, es la primera finalista del libro en cuanto al premio a la Peor Película de Todos los Tiempos, basada en las respuestas de los lectores.

## Lista de ganadores
- Debut en Película más Embarazoso: Paul Newman en El cáliz de plata
- Monstruo de Película más Ridículo: Ro-Man de Robot Monster
- Peor Actuación de un Cantante Popular: Tony Bennett en El Oscar
- Peor Título: Rat Pfink a Boo Boo[nota 1]
- Película de Cerebros más Descerebrada: They Saved Hitler's Brain
- Película más 'Badly Bumbled Bee' :[nota 2] El Enjambre
- Peor Elección de reparto: John Wayne como Genghis Khan en El conquistador
- Peor Actuación de un Político: Congresista de los Estados Unidos y alcalde de la Ciudad de Nueva York, John Lindsay, en Operación Rosebud
- Peor Película de Trasplante de Dos Cabezas: El hombre de dos cabezas
- Peor Película de Roedores: El alimento de los dioses
- Peor Actuación de un Novelista: Norman Mailer en Wild 90
- Premio P. T. Barnum para la Peor Explotación Cinemática de una Deformidad Física: The Terror of Tiny Town (El Terror de Ciudad Minúscula), una película del Oeste con un reparto sólo de enanos.
- Peor Extravaganza Musical: Por fin, el gran amor (musical de mediados de los 1970 protagonizado por Burt Reynolds)
- Peor Actuación como Clérigo o Monja: Mary Tyler Moore en Cambio de Hábito
- Peor Actuación como Jesucristo: Ted Neeley en Jesucristo Superstar
- Peor Película de Blaxploitation: Grita Blácula grita (también conocida como Drácula negro 2)
- Peor Timo en la Historia de Hollywood: La versión de 1976 de King Kong
- Peor Línea de Créditos: La versión de 1929 de La fierecilla domada de William Shakespeare, "con diálogo adicional por Sam Taylor" (este crédito no aparece en las impresiones supervivientes de la película).
- Concepto Más Inerótico en Pornografía: Him, una película porno sobre un sacerdote con una fijación sexual con Jesucristo
- Peor Actuación de un Animal: Dinky el Chimpancé en Tarzán en el Amazonas (durante la filmación, Dinky atacó e hirió al actor Mike Henry)
- Peor Película de Vegetales: Matango, conocido también como Attack of the Mushroom People (Ataque de las Personas Seta)[nota 3][19]
- Peor Actuación de Sonny Tufts: Chica del Gobierno
- Más Ridícula Personificación Racial: Marlon Brando como nativo de Okinawa en La casa de té de la luna de agosto
- Más Odioso Intérprete Infantil: David Kory en Dondi
- Peor Película Nunca Vista (categoría para las películas nunca completadas o estrenadas sólo de una manera limitada): Billy Jack Va a Washington
- Más Inane Avance Técnico: Percepto, diseñado por William Castle para su película de 1959, El aguijón de la muerte, protagonizada por Vincent Price. En cierto momento de la película pequeños vibradores sujetados a la parte de abajo de algunos asientos en el auditorio fueron activados para dar a algunos miembros de la audiencia un cosquilleo.
- Peor Línea de Diálogo Romántico: un intercambio entre Gary Cooper y Madeleine Carroll en Policía montada del Canadá
- Peor Director: Ed Wood[14]
- Peor Actriz : Raquel Welch
- Peor Actor: Richard Burton[nota 4]

Además, los premios Golden Turkey tuvieron una categoría de elección de los lectores para Peor Película de Todos los Tiempos, votada por lectores de Las Cincuenta Peores Películas de todos los tiempos.
- Primer finalista: Exorcista II: el hereje
- Peor Película: Plan 9 del espacio exterior[6]

## Película falsa
Una de las películas nominadas en el libro era de hecho una invención de los autores, y se desafió a los lectores a descubrir qué filme era en realidad una falsificación. La película falsa era Dog of Norway (Perro de Noruega) que presenta a "Muki el Sabueso Maravilla". Esta película fue ilustrada utilizando una foto del perro de un coautor. La pista era que el mismo perro estaba en la foto de los autores en la portada del libro. Otra película en el libro, el filme porno ahora perdido Him, también ha sido citado como bulo, aunque se sabe que existió.
En la publicación subsecuente, El Salón de la Vergüenza de Hollywood no se proporcionó una aclaración formal sobre la falsa película. Dicho libro presenta otra vez al mismo perro fotografiado con los autores.  En El Salón de la Vergüenza de Hollywood, en referencia al plato de perro en barbacoa, los autores explican que era un bocado "que producía una reacción variada entre los representantes de una industria que había dado al mundo a Lassie, Rin Tin Tin, Benji, Phyllis Diller, y Muki el Sabueso Maravilla."